# Horace Parnell Tuttle
Horace Parnell Tuttle (Maine, Newfield, 17 de marzo de 1837 – 16 de agosto de 1923) fue un astrónomo estadounidense, veterano de la Guerra Civil y hermano del astrónomo Charles Wesley Tuttle (1 de noviembre de 1829 - 17 de julio de 1881).
Charles fue reemplazado en Harvard por su hermano menor Horace, quien se unió a Truman Henry Stafford, Coolidge Sidney, y el Salón de Asaf como asistentes al observatorio. Horace se convirtió en adjunto en el telescopio de Merz, realizando la búsqueda de nuevos cometas.
Descubrió o co-descubrió numerosos cometas. El asteroide (5036) Tuttle fue nombrado en su honor. En 1859 fue galardonado con el Premio Lalande de la Academia Francesa de Ciencias para el descubrimiento de cometas 1858I, 1858III y 1858VII.
Tuttle se le atribuye el "descubrimiento" de las galaxias NGC 2655 en Camelopardalis, y NGC 6643, en Draco.
Tuttle vivió en el área de Washington D. C. desde 1884 hasta su muerte por "edema pulmonar" en 1923. En sus últimos años fue débil y ciego por una caída en noviembre de 1921. Su tumba está en el cementerio de Oakwood, Falls Church.
| C/1857II Bruhns             | abril de 1857           |
| C/1857V Klinkerfues         | 23 de agosto de 1857    |
| C/1857VI Donati             | 11 de noviembre de 1857 |
| 8P/Tuttle                   | 5 de enero de 1858      |
| 41P/Tuttle-Giacobini-Kresak | 2 de mayo de 1858       |
| C/1858VII                   | 5 de septiembre de 1858 |
| C/1859 G1 Tempel            | 24 de abril de 1859     |
| C/1860 III                  | 22 de junio de 1860     |
| C/1861 III                  | 18 de diciembre de 1861 |
| 109P/Swift-Tuttle           | 19 de julio de 1862     |
| C/1861 Y1 Tuttle            | 19 de diciembre de 1862 |
| 55P/Tempel-Tuttle           | 5 de enero de 1866      |
| 8/P1871 T1 Tuttle           | 23 de octubre de 1871   |
| 2P/Encke                    | 26 de enero de 1875     |
| C/1888V Barnard             | 1 de noviembre de 1888  |

| (66) Maya   | 9 de abril de 1861 |
| (73) Clitia | 7 de abril de 1862 |